# 拉斯海瑪酋長國

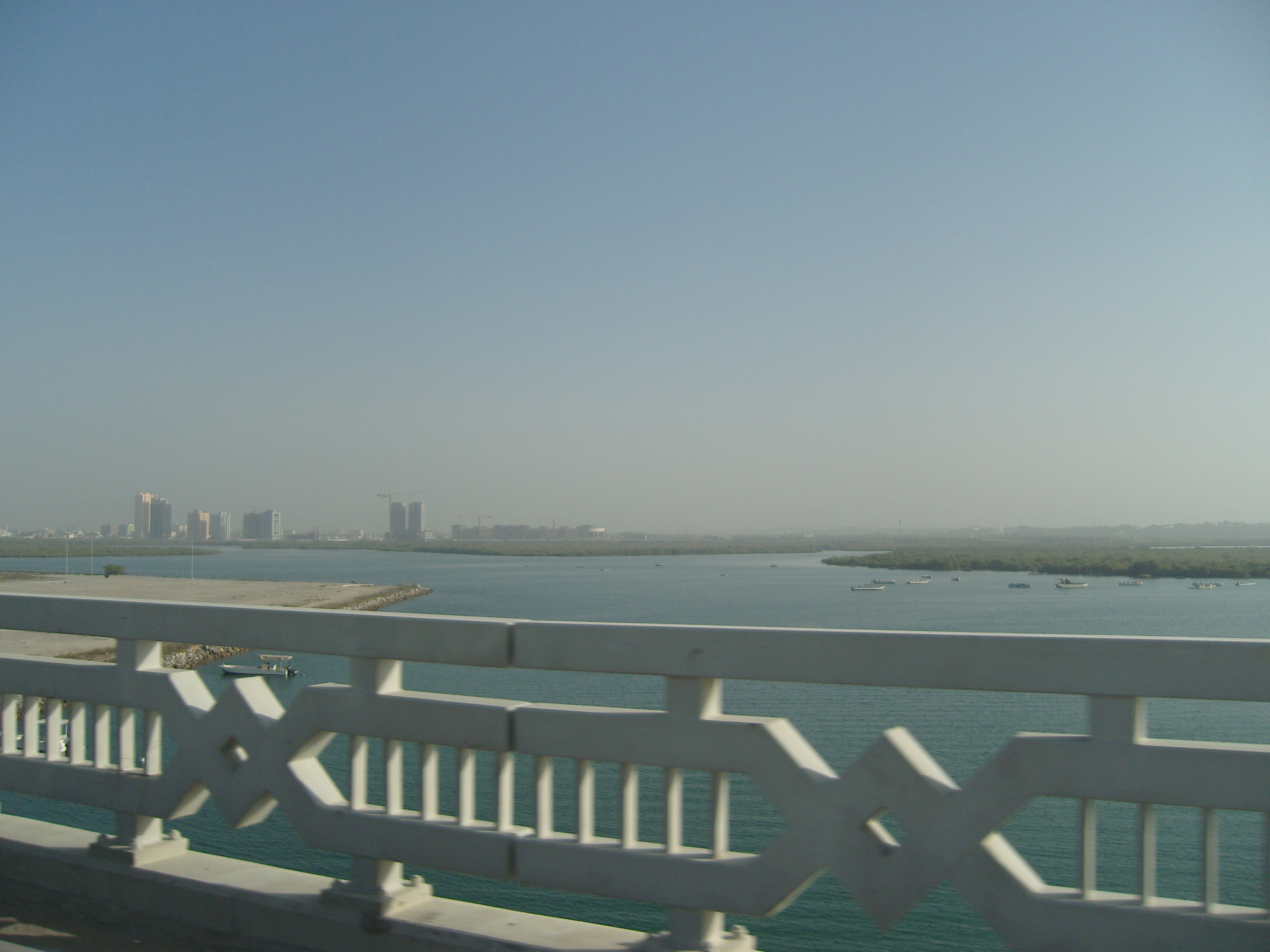
城區

拉斯海玛酋長國（阿拉伯语：‎）是阿聯酋七個成員國之一，於1972年2月11日加入阿聯酋。拉斯海玛位於北部靠近阿曼邊境。面積1684平方公里，截至2015 年，该酋长国的人口约为345,000。首府是同名城市哈伊马角。

## 政治

### 歷任酋長
- 1708–1731: 謝赫·拉赫馬·卡西米（英语：謝赫·拉赫馬·卡西米）
- 1731–1747: 謝赫·馬塔爾·本·布蒂·卡西米（英语：謝赫·馬塔爾·本·布蒂·卡西米）
- 1747–1777: 拉希德·本·馬塔爾·卡西米（英语：拉希德·本·馬塔爾·卡西米）[2]
- 1777–1803: 薩克爾·本·拉希德·卡西米（英语：薩克爾·本·拉希德·卡西米）
- 1803–1809: 蘇丹·本·薩克爾·卡西米（英语：蘇丹·本·薩克爾·卡西米）[3]
- 1809–1814: 謝赫·哈桑·本·阿里·阿內齊（英语：謝赫·哈桑·本·阿里·阿內齊）
- 1814–1820: 哈桑·本·拉赫馬·卡西米（英语：哈桑·本·拉赫馬·卡西米）
- 1820–1866: 謝赫蘇丹本薩克爾卡西米（英语：謝赫蘇丹本薩克爾卡西米）
- 1866 – 1868: 謝赫蘇丹本薩克爾卡西米（英语：謝赫蘇丹本薩克爾卡西米）
- 1868年4月14日 – 1869: Salim bin Sultan Al Qasimi（英语：Salim bin Sultan Al Qasimi）
- 1869 – 1900年8月: Humaid bin Abdullah Al Qasimi（英语：Humaid bin Abdullah Al Qasimi）
- 1900 – 1914: Saqr bin Khalid Al Qasimi（英语：Saqr bin Khalid Al Qasimi）
- 1914 –1921: Khalid bin Ahmad Al Qasimi（英语：Khalid bin Ahmad Al Qasimi）
- 1921年7月10日 – 1948年2月: Sultan bin Salim Al Qasimi（英语：Sultan bin Salim Al Qasimi）
- 1948年7月17日 – 2010年10月27日: 沙特·本·薩克爾·卡西米
- 2010年10月27日 – : Saud bin Saqr al Qasimi（英语：Saud bin Saqr al Qasimi）[4]

## 外部連結
- Ras al-Khaimah English Information Site （页面存档备份，存于）
- Ras al-Khaimah e-Government portal （页面存档备份，存于）